# 5. domobranski pehotni polk (Avstro-Ogrska)
Za druge 5. polke glejte 5. polk.
5. domobranski pehotni polk (izvirno nemško k.k. Landwehr Infanterie Regiment Nr. 5; dobesedno slovensko: Cesarsko-kraljevi deželnobrambovski pehotni polk št. 5) je bil pehotni polk avstro-ogrskega Domobranstva.

## Zgodovina
Polk je bil ustanovljen leta 1889. 

### Prva svetovna vojna
Polkovna narodnostna sestava leta 1914 je bila sledeča: 45% Slovencev, 22% Srbo-Hrvatov, 20% Italijanov in 8% drugih.
Naborni okraj polka je bil v Trstu, pri čemer so bile polkovne enote garnizirane v Puli.

## Poveljniki polka
- 1898: Camillo Obermayer von Marnach[2]
- 1914: Richard Keki[1]